# Székely Tibor (író)
Székely Tibor, 1918-ig Spitzer. Használta a Molnár Dénes írói álnevet is. (Budapest, Erzsébetváros, 1908. április 11. – Ágfalva, 1945. január 22.) író, újságíró.

## Élete
Székely Lipót (1881–?) műlakatos segéd és Pick Julianna (1881–1957) fodrásznő gyermekeként született. Újságíróként a Budapesti Hírlap és a Pester Lloyd munkatársa volt. Rövidebb szépirodalmi írásai az Új Időkben jelentek meg. Irodalmi műveiben főként a városi polgárság életével foglalkozott. Filozófiai mélységgel megírt romantikus regényei az igényesebb szórakoztató irodalomhoz sorolhatók.
Felesége Török Rozália volt, akit 1935. május 12-én Budapesten, a Józsefvárosban vett nőül.
Munkaszolgálatosként ismeretlen körülmények között halt meg.

## Művei

### Regényei
Regényei a budapesti Singer és Wolfner Irodalmi Intézet Rt. kiadásában jelentek megː
- Mátyás-tér–Rózsadomb, 1932, 1940
- Örökszövetség, 1933
- És ne vigy minket a kísértésbe..., 1934
- Bolgár Miklós ifjúsága I-II., 1936
- Magányos úriember, 1938
- Nálunk nem szól a lant, 1940
- Voltál és leszel I-II., 1942
- Az éj királynője, 1944

### Kisregényei
A Világvárosi Regények sorozatban megjelent kisregényei (1940–1942)
Székely Tibor néven:
- Egy asszony feltámad, 701. szám, 1940
- Kitűnő bizonyítvány,[5] 721. szám, 1940
- A vádlott ítél, 731. szám, 1940
- A bajnok vereséget szenved 742. szám, 1940

Molnár Dénes írói álnéven:
- Nem történt tragédia, 752. szám, 1940
- Hallgatni is, beszélni is bűn, 757. szám, 1940
- Orvosi segítség, 765. szám, 1940
- Jönnek a mentők, 773. szám, 1940
- Így a legjobb!, 779. szám, 1940
- Mulatság a Rózsadombon, 791. szám, 1941
- Az ösztön fellázad, 800. szám, 1941
- Egyszer majd találkozunk, 810. szám, 1941
- Az ember, vagy a ruhája?, 821. szám, 1941
- Ártatlan bűnös, 832. szám, 1941
- A beteg meggyógyul, 839. szám, 1941
- Óriási siker, 845. szám, 1941
- Más helyett élni..., 853. szám, 1941
- Szerelem a viharban, 867. szám, 1941
- Vesztegzár, 876. szám, 1941
- Éjféli karambol, 885. szám, 1941
- Vád nincs, csak ítélet, 898. szám, 1942
- Csudavilág, 904. szám, 1942
- Esküvő előjátékkal, 910. szám, 1942
- Üzleti titok, 921. szám, 1942
- Veszély vár mindenütt, 928. szám, 1942
- A két bíró, 935. szám, 1942
- Súlyos szépséghiba, 945. szám, 1942